# Ингр, Сергей

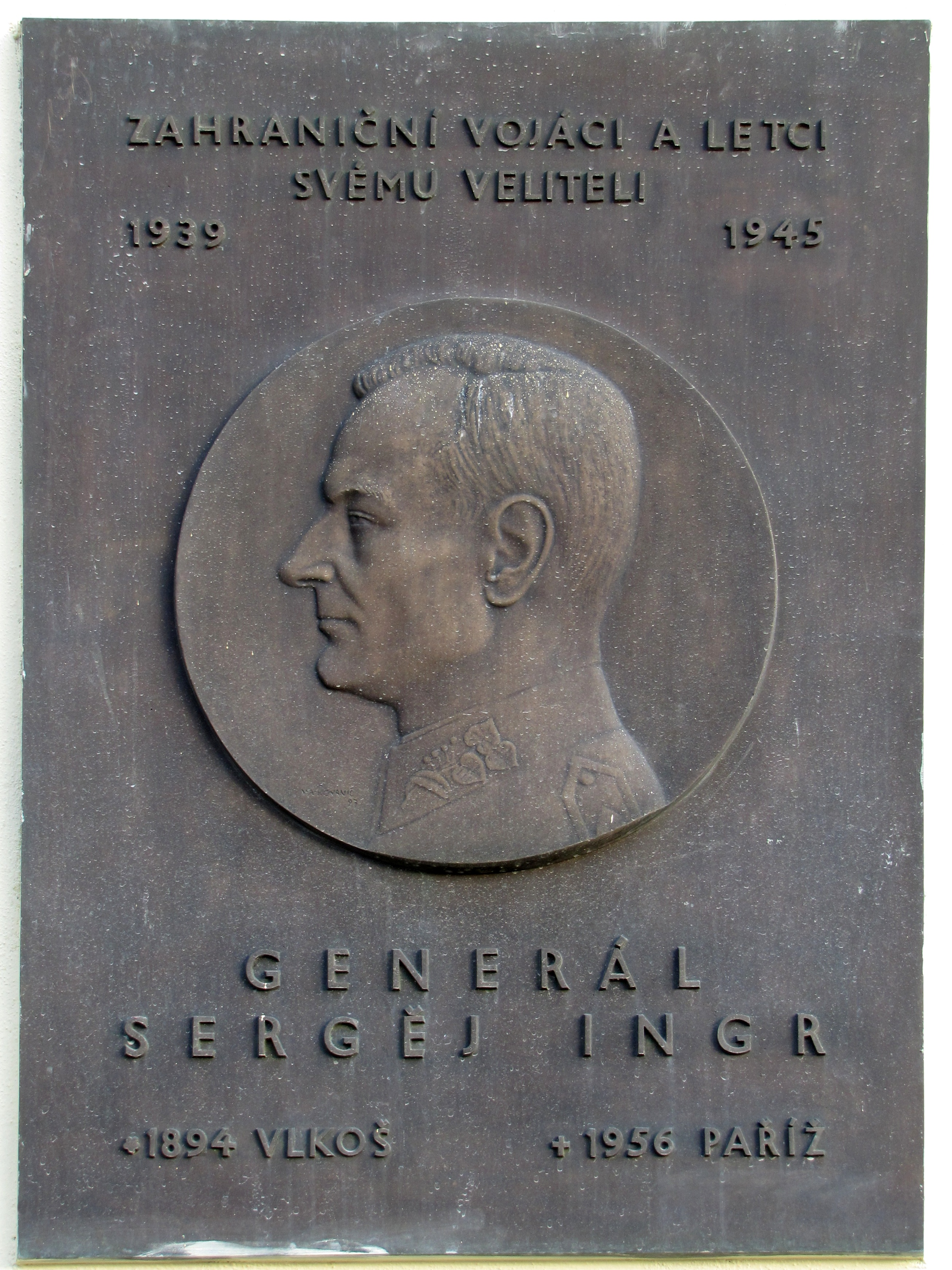
Мемориальная доска в Влкоше

Ян Сергей Ингр (чеш. Sergěj Ingr; 2 сентября  1894, Влкош, Австро-Венгрия (теперь района Годонин Южноморавского края Чешской Республики) — 17 июня 1956, Париж, Франция) — чехословацкий политический, военный и государственный деятель, министр обороны Чехословакии в изгнании (21 июля 1940 — 19 сентября 1944), генерал армии (1945), дипломат.

## Биография
Из крестьян. Сын сельского старосты. В 1913 году окончил Киевскую гимназию. Год был вольнослушателем в юнкерской школе в Брно. Участник Первой мировой войны, командовал взводом на Восточном фронте. Осенью 1915 года попал в плен к русским.
Так как набор в Чехословацкие легионы был приостановлен, присоединился к 1-й сербской добровольческой дивизии и воевал против болгарской армии в Добрудже. В 1916 году был переведен во 2-й Чехословацкий стрелковый полк в звании поручика . Принял православие под именеми Сергей.
Осенью 1917 года отправился во Францию, в 1918 г. воевал в Арденнах, в августе 1918 г. был переведен в Италию. По окончании войны имел звание капитана, владел пятью языками (немецким, русским, сербским, французским и итальянским).
В 1919 г. участвовал в Чехословацко-венгерской и Польско-чехословацкой войнах.
В 1938 году в звании генерала был командиром III армейского корпуса ВС Чехословакии. .
После оккупации Чехословакии немецкой армией Ингр стал одним из организаторов сопротивления оккупантам.
По приглашению Э. Бенеша через Польшу отправился в изгнание. Создал чехословацкое военное ведомство в Париже. Чехословацкие войска во Франции были сосредоточены на побережье Средиземного моря. В 1940 году здесь было уже 11 405 добровольцев, в мае-июне 1940 года они вместе с французской армией участвовали в боях на Марне , Сене и Луаре .
В июле 1940 года в Лондоне было создано чехословацкое правительство в изгнании, министром национальной обороны которого стал Сергей Ингр. Под давлением коммунистических деятелей в 1944 г. был отправлен в отставку. Бенеш назначил его начальником Генерального штаба Чехословацких вооруженных сил, но в апреле 1945 года он также был уволен с этой должности и отправлен в отпуск по болезни.
В  1947 года назначен чрезвычайным послом в Гааге. В марте 1948 года подал в отставку со своей должности и остался в изгнании вместе с двумя сыновьями. В 1949 году стал сооснователем «Совета Свободной Чехословакии». Умер от сердечного приступа в Париже.

## Награды
- Орден Белого льва I степени (2024 год, Чехия, посмертно)[8]